# متحولات ثنائية
المتحولات الثنائية (الاسم العلمي: Dientamoebidae) هي فصيلة من اللجفاوات تتبع رتبة المشعريات الثلاثية من شعبة الفوق المونيات.

## التصنيف
- مجانسات المتحولة الثنائية
  - المتحولة الثنائية